# حلزون نفیر چروکیده
حلزون نفیر چروکیده (نام علمی: Neptunea lyrata) نام یک گونه از فراراستهُ تازه‌شکم‌پایان است.